# 桐生市消防本部
桐生市消防本部（きりゅうししょうぼうほんぶ）は、群馬県桐生市の消防部局（消防本部）。管轄区域は桐生市及びみどり市全域。みどり市は桐生市に常備消防事務を委託している。

## 概要

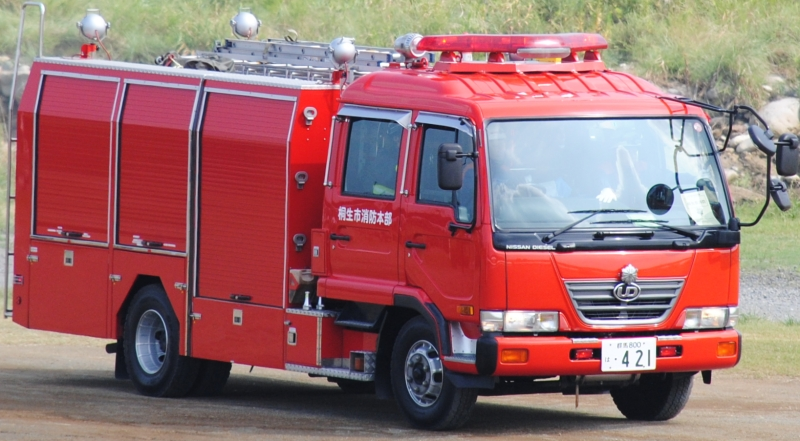
ポンプ車
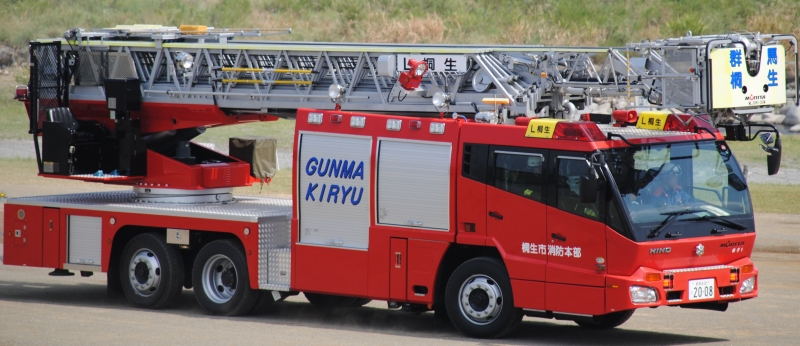
はしご車
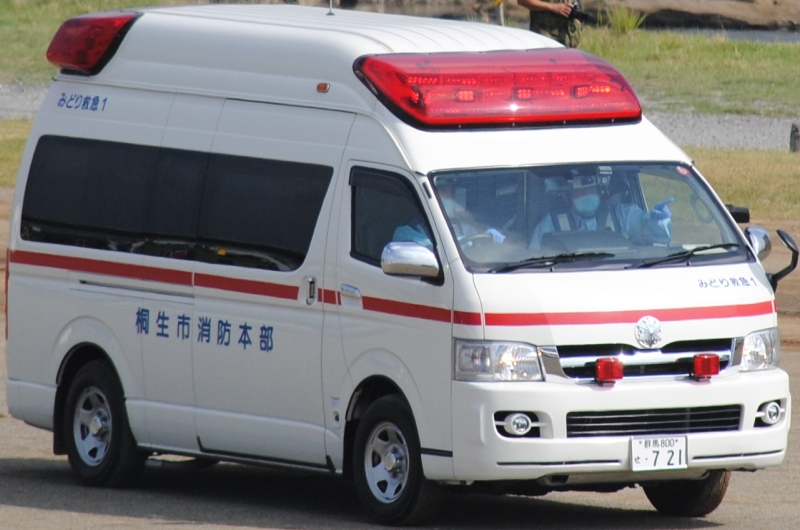
救急車
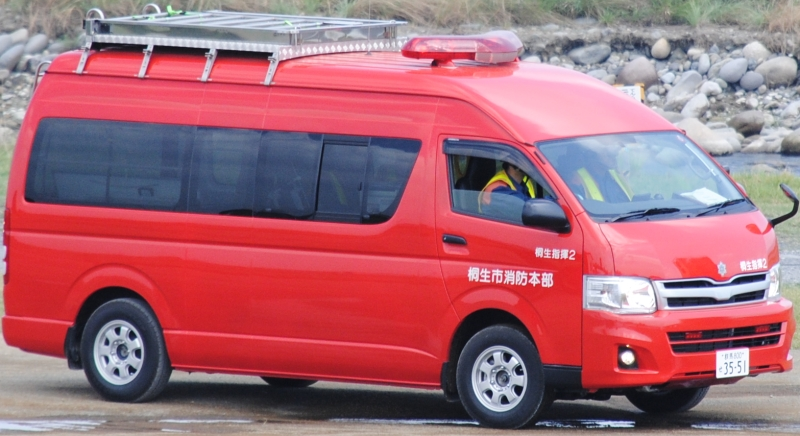
指揮車
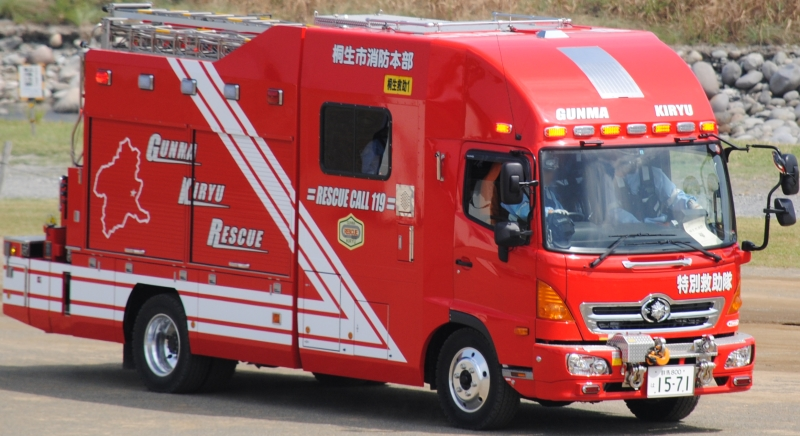
救助工作車
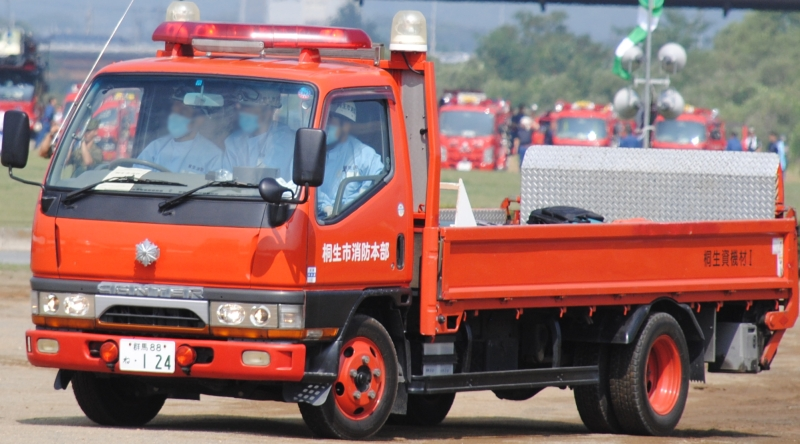
資機材搬送車

- 消防本部：桐生市元宿町13番38号
- 管内面積：482.8km2
- 職員定数：220人
- 消防署2ヶ所、分署4ヶ所
- 主力機械
  - 消防車
    - 消防ポンプ自動車：7台
    - 水槽付きポンプ車：8台
    - はしご車：2台
    - 化学車：1台

  - 救急車：8台
  - その他車両
    - 指揮車：1台
    - 救助工作車：1台（特別救助隊運用）
    - 電源照明車：1台
    - その他：17台

- ポンプ車
- はしご車
- 救急車
- 指揮車
- 救助工作車
- 資機材搬送車

## 沿革
- 1894年（明治27年）11月13日 桐生町消防組を設置する。
- 1910年（明治43年） 桐生町火防組合となる。
- 1921年（大正10年）3月1日 桐生町が市制施行し、桐生市となる。
- 1927年（昭和2年）4月 横山町に桐生市常備消防組を設置する。
- 1928年（昭和3年） 本町3丁目へ移転する。
- 1960年（昭和35年）9月 織姫町に桐生市消防本部・桐生消防署を設置する。
- 1991年（平成3年）4月 現在地（元宿町）へ移転する。
- 1998年（平成10年）4月1日 桐生市、山田郡大間々町、新田郡薮塚本町、笠懸町、勢多郡東村、黒保根村及び新里村の1市3町3村により設立した一部事務組合の「桐生市外六か町村広域市町村圏振興整備組合」にて消防事務を実施する。消防本部の名称は桐生広域消防本部となる。
- 2006年（平成18年）3月27日 みどり市の発足に伴い、桐生広域消防本部を解散し、再び桐生市消防本部・桐生消防署を設置する。
- 2009年（平成21年）1月15日 西分署・笠懸分署を廃止し、桐生みどり消防署を設置。大間々新里分署と黒保根東分署を桐生みどり署の所管とする。
- 2025年(令和7年)6月5日に行われた、第49回群馬県消防救助技術指導会にて、ほふく救出が優勝。前年度同大会から同種目が2連覇となる

## 組織
- 本部 : 総務課、予防課、警防課、通信指令課
- 消防署 : 消防第1課、消防第2課

## 消防署
| 消防署           | 所在地                    | 分署           | 分署                          |
| ---------------- | ------------------------- | -------------- | ----------------------------- |
| 桐生消防署       | 桐生市元宿町13番38号      | 東分署         | 桐生市東一丁目9番16号         |
| 桐生消防署       | 桐生市元宿町13番38号      | 南分署         | 桐生市境野町七丁目1799番地の2 |
| 桐生みどり消防署 | みどり市笠懸町1912番地の6 | 大間々新里分署 | みどり市大間々町桐原247番地   |
| 桐生みどり消防署 | みどり市笠懸町1912番地の6 | 黒保根東分署   | みどり市東町荻原188番地       |

## 不祥事
- 2018年6月7日 - 桐生みどり消防署の男性消防士（23歳）が、6月7日午前10時50分ごろ、みどり市内の路上で通行中の女子大学生4人の前で突然ズボンを下ろし、下半身を露出した。犯行直後に同市内の学校関係者から「学校付近で下半身を露出している男がいる」と110番通報があり、男性消防士が容疑者として浮上。桐生警察署は8日、公然わいせつの疑いで、男性消防士を逮捕。調べに対し、容疑を認め、「間違いありません」と供述している。7月4日、消防本部は男性消防士を懲戒免職処分とした。男性消防士は2018年に入り複数回下半身露出をしていたことが明らかになった。その常習性が処分の内容にも影響した[1][2][3]。